# リュードベリ・リッツの結合原理
リュードベリ・リッツの結合原理（リュードベリ・リッツのけつごうげんり、英: Rydberg-Ritz Combination Principle）、またはリッツの結合則（リッツのけつごうそく）は、1908年にヴァルター・リッツによって提出された、原子から放射される光の輝線(スペクトル)に働く関係性を示す理論である。
結合原理は、あらゆる元素について、輝線に含まれる周波数（振動数）が、2つの異なる輝線の周波数の和か差として表されることを述べる。
原子は、充分高いエネルギーを持った光子を吸光して、励起状態となり高いエネルギー状態となったり、光子を自然放出して低いエネルギー状態になることがある。しかし、量子力学の原理に従えば、これらの励起や放射といった現象は、決まったエネルギー差の間でのみ起こり得る。リュードベリ・リッツの結合法則は、この過程を説明する経験的法則である。

## 公式
リュードベリ・リッツの結合原理 (あるいは単にリッツの法則) は、次の式によって表現される。
{\displaystyle \nu _{m,n}+\nu _{n,l}=\nu _{m,l}} または {\displaystyle \nu _{m,l}-\nu _{n,l}=\nu _{m,n}}
つまり、ある周波数 {\displaystyle \nu _{m,n}} の輝線と、別の周波数 {\displaystyle \nu _{n,l}} の輝線が観測されたなら、周波数がそれらの和に等しい輝線も存在し、あるいは2つの周波数の差に等しい周波数を持った輝線も存在しうる、ということを意味している。
また、光量子仮説、あるいはプランクの輻射法則から、光 (電磁波) の周波数は光子のエネルギーと結び付けられる。
それぞれの周波数は、原子に束縛されている電子がエネルギー状態を変える (遷移する) ときの、初めと終わりの状態でのエネルギー差として与えられる(量子論によれば、束縛状態の、とくに原子中における電子のエネルギースペクトルは離散的になる)。
{\displaystyle \nu _{m,n}={\frac {1}{h}}(E_{m}-E_{n})\ \ \ (E_{m}>E_{n},m>n)}
{\displaystyle E_{m},E_{n}} は電子のエネルギー準位 (energy level) を表し、{\displaystyle h} はプランク定数である。
つまり、電子は遷移によって生じた余剰のエネルギーを、光子に変えて放出していることを表す。
エネルギー準位自体は、(広い意味で) 添字の関数として書くことができ、係数のプランク定数を含めて関数 {\displaystyle A(m)} として書いたとき、
{\displaystyle \nu _{m,n}=A(m)-A(n)\ \ \ (m>n)}
と書くことができる。これもリッツの結合原理と呼ぶ (周波数の和と差に関する法則は、こちらの法則から直ちに導かれる)。
ここで、添字の {\displaystyle n} は、そのスペクトルの系列を表し、添字の {\displaystyle n} はそのスペクトルでの周波数毎の輝線の並びを表している。
また歴史的には、先にこちらの法則が与えられ、後に光量子仮説などから、原子中の電子の定常状態におけるエネルギーと結び付けられた。
このようにして与えられた関数 {\displaystyle \{A(m)\}} は、原子中のエネルギー準位の並びに対応しているため一般には複雑な形をしており、原子によってその関数形は異なる。
これらの公式は、波の波長と周波数 (および波数) の関係から、波長や、波長の逆数についての公式として読み替えることができる。
{\displaystyle \nu _{m,n}={\frac {c}{\lambda _{m,n}}}={\frac {c}{2\pi }}k_{m,n}}
ここで、{\displaystyle c} は光速度定数、{\displaystyle \lambda _{m,n}} は周波数 {\displaystyle \nu _{m,n}} に対応する光の波長、{\displaystyle k_{m,n}={\frac {2\pi }{\lambda _{m,n}}}} は対応する波数を表し、{\displaystyle \pi } は円周率である。
波長の式として見た場合、周波数と波長は反比例の関係にあることから分かる通り、波長について結合法則は成り立たない。しかし、波長の逆数ないし波数については結合法則が成り立っている。

## 歴史
水素原子のスペクトルを分析する過程で、バルマー系列としてその数学的な関係が発見された。この関係は、後に一般の場合に拡張され、リュードベリの公式と呼ばれる公式に含まれることになる。このバルマーの公式は水素様原子にのみ適用することができた。
また、バルマーによる公式は、スペクトル線の波長に関する式として与えられていたため、結合法則は見えていなかった。後に、ルンゲ が水素以外の元素に対する規則性を見い出し、リュードベリは公式を波長の逆数についての形で示した (リュードベリの式)。
その後の1908年、リッツは、すべての原子について適用できる関係性を導き出した。リュードベリ・リッツの結合原理は、今日においても原子の遷移線の同定に用いられる。